# Mus terricolor
Mus terricolor је врста глодара из породице мишева (лат. Muridae). 

## Распрострањење
Врста је присутна у Бангладешу, Индији, Непалу и Пакистану.

## Станиште
Врста Mus terricolor има станиште на копну.

## Угроженост
Ова врста није угрожена, и наведена је као последња брига јер има широко распрострањење.

### Популациони тренд
Популација ове врсте је стабилна, судећи по доступним подацима.